# Eremurus himalaicus
Eremurus himalaicus  es una especie de planta perteneciente a la familia Xanthorrhoeaceae.

## Descripción
Es una planta que alcanza un tamaño de 75-100 cm de altura. Con raíces carnosas. La hoja de 30-60 cm de largo, y 1,5-4,5 (-6) cm de ancho. Escapo de 30 a 80 cm de largo, con denso racimo. Brácteas 8-10 mm, lineal, hialino, más amplia en la base, ciliadas. Pedicelo de hasta 30 mm de largo, extendiéndose fuera. Tépalos de 17-20 mm de largo, 1-nervadas, blanco, amarillento en estado seco. El fruto es una cápsula de 14 mm de diámetro, globosa con semillas de color negro, estrechamente aladas.

## Distribución
Se encuentra en Afganistán, Pakistán (Chitral, Hazarajat), Cachemira, Tayikistán, la India (Himachal Pradesh).

## Usos
Las hojas se utilizan como vegetal. También se ha introducido en Europa y América, donde se cultiva como planta ornamental.

## Taxonomía
Eremurus himalaicus fue descrita por Baker y publicado en Journal of the Linnean Society, Botany 15: 283, en el año 1877.
Sinonimia
- Henningia himalaica (Baker) A.P.Khokhr.[4]